# カレーマ
カレーマ（伊: Carema）は、イタリア共和国ピエモンテ州トリノ県にある、人口約800人の基礎自治体（コムーネ）。

## 地理

### 位置・広がり

#### 隣接コムーネ
隣接するコムーネは以下の通り。括弧内のAOはヴァッレ・ダオスタ州所属を示す。
- ペルロ (AO)
- リリアーヌ (AO)
- ドンナス (AO)
- ポン＝サン＝マルタン (AO)
- セッティモ・ヴィットーネ
- クインチネット